# Tagulis
Tagulis es un género de arañas cangrejo de la familia Thomisidae. Fue descrito por el francés Eugène Simon en 1895.
Aparece registrado en la publicación Descriptions d'arachnides nouveaux de la famille des Thomisidae. Annales de la Société Entomologique de Belgique 39: 432-443 de 1895.

## Especies
- Tagulis granulosus Simon, 1895
- Tagulis mystacinus Simon, 1895